# Giuseppe Gatteschi
Giuseppe Gatteschi (1865-1935) est un dessinateur italien.

## Biographie
Giuseppe Gatteschi est né en 1865 et mort en 1935. 

## Travaux
Il est quasi contemporain de Paul Bigot. Tout comme ce dernier, il choisit de travailler à la restitution de la ville de Rome telle que dans  l'antiquité, au moment du règne de Constantin. Il passe trente ans à cette tâche.

## Ouvrages
- (it) Restauri della Roma imperiale : con gli stati attuali ed il testo spiegativo in quattro lingue, Roma, 1924